# Province de Brescia
Pour les articles homonymes, voir Brescia (homonymie).
La province de Brescia est une province italienne, située dans la région Lombardie.

## Géographie
La province de Brescia, avec une superficie de 4 784 km2, est la plus étendue des provinces de Lombardie.
Elle s'étend vers les montagnes alpines et s'arrête à l'est vers le lac de Garde et à l'ouest avec le lac d'Iseo.
Dans la région Franciacorta on y trouve le vin mousseux homonyme.

## Histoire

### Histoire antique
Historiquement il s'agit d'une zone de peuplement des Cénomans, ou cénomanini, un peuple gaulois.

#### Fondation de Brixia et romanisation

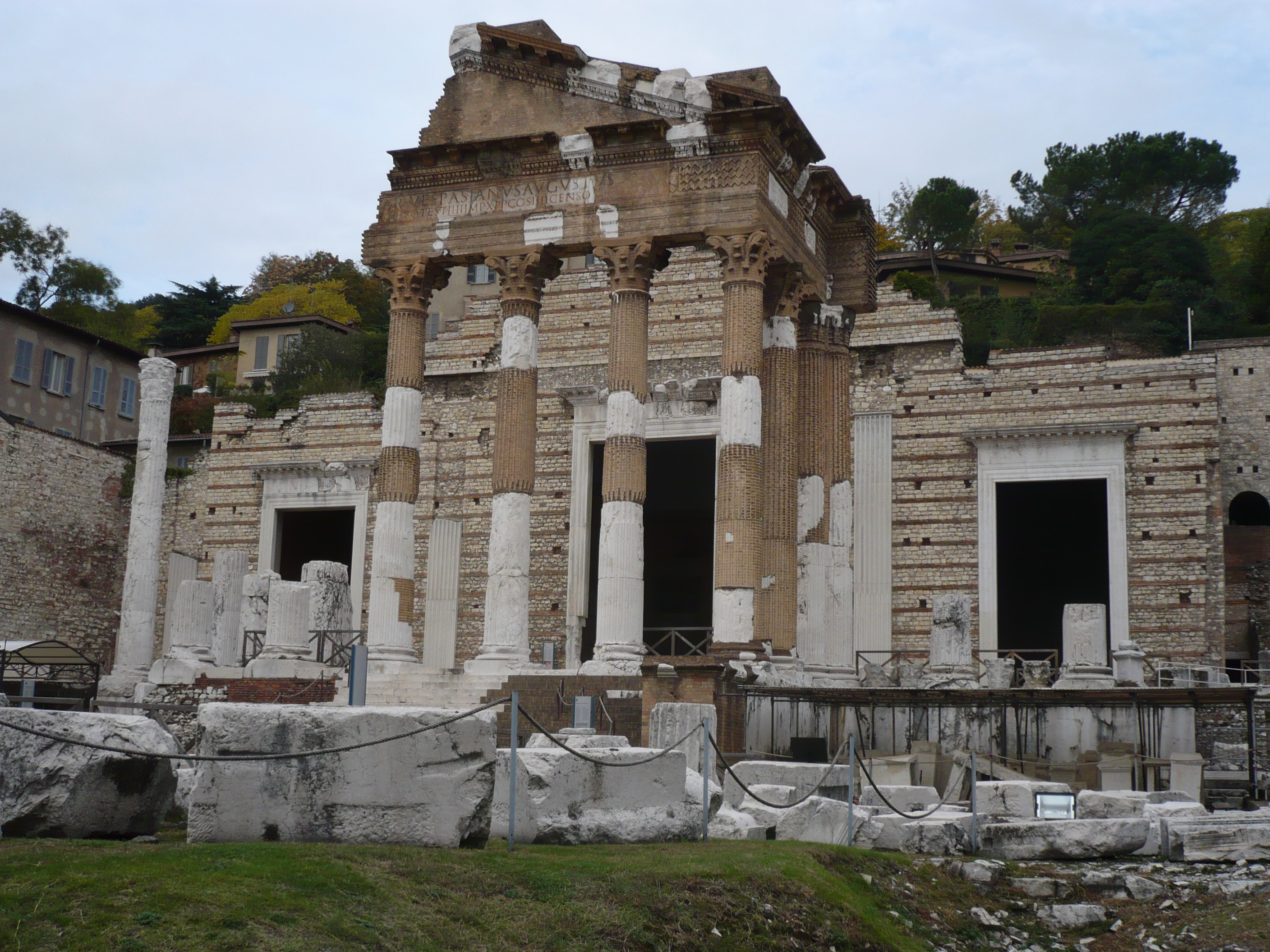
Le Capitolium dans la ville de Brescia.

Selon Tite Live, les Cénomans proviennent de Gaule et vraisemblablement de la région du Maine oriental où étaient établis les Aulerques Cénomans. Sous la conduite de Elitovius, leur installation en Italie aurait été facilitée par Bellovèse, un roi, dont l'existence réelle est douteuse et dont les historiens actuels s'accordent à penser qu'il s'agit d'un personnage mythique.
Tite Live, Histoire Romaine, V, 35 :
« Bientôt, suivant les traces de ces premiers Gaulois, une troupe de Cénomans, sous la conduite d'Élitovius, passe les Alpes par le même défilé, avec l'aide de Bellovèse, et vient s'établir aux lieux alors occupés par les Libuens, et où sont maintenant les villes de Brixia et de Vérone. »
Polybe, Histoire générale, II, 3 :
« Vers la source de ce fleuve étaient les Laëns et les Lébiciéens ; ensuite les Insubriens, nation puissante et fort étendue ; et après eux les Cénomans ; auprès de la mer Adriatique, les Vénètes, peuple ancien qui avait à peu près les mêmes coutumes et le même habillement que les autres Gaulois, mais qui parlait une autre langue. »
Opposés d'abord à Rome, il semble qu'ils se rallièrent à la République romaine même avant la bataille de Télamon en -225.
Des témoignages montrant des rapprochements, dans le temps, entre les Cénomans et les Romains, existent :
Polybe, Histoire générale, II, 5 :
« Les Insubriens et les Boïens soutinrent aussi constamment le parti qu'ils avaient pris ; mais les Vénètes et les Cénomans se rangèrent du côté des Romains, gagnés par les ambassadeurs qu'on leur avait envoyés, ce qui obligea les rois gaulois de laisser dans le pays une partie de leur armée pour le garder contre ces peuples. »
Tite Live, Histoire Romaine, XXXII, 30 :
« Le consul Cornélius établit son camp sur ce fleuve, à cinq milles au-dessous de l'ennemi. De là il envoya des émissaires dans les bourgs des Cénomans et à Brixia leur capitale, et acquit la certitude que, si la jeunesse du pays avait pris les armes, c'était sans l'aveu des anciens, et qu'aucune décision publique n'avait autorisé les Cénomans à se joindre aux Insubres révoltés. Il fit donc venir les principaux de la nation, et mit tout en œuvre pour les gagner et obtenir qu'ils se séparassent des Insubres, et que, levant leurs enseignes, ils se décidassent ou à rentrer chez eux, ou à passer du côté des Romains. Il ne put réussir ; mais il reçut leur parole qu'ils resteraient neutres dans le combat, ou que, si l'occasion se présentait, ils aideraient les Romains. Les Insubres ignoraient cette convention ; ils avaient pourtant quelques soupçons. »
Tite Live, Histoire Romaine, XXXIX, 3 :
« En Gaule, le préteur M. Furius, qui cherchait un prétexte de guerre au milieu de la paix, avait désarmé les Cénomans, sans avoir aucun grief contre eux. Les Cénomans allèrent s'en plaindre à Rome, et le sénat les renvoya au consul Aemilius, qu'il chargea de l'instruction et du jugement de cette affaire. À la suite de débats fort animés, les Cénomans obtinrent gain de cause; le préteur eut ordre de leur rendre leurs armes et de quitter la province. »
La capitale des Cénomans était Brixia (Actuelle Brescia).
Ce nom Brescia'  dérive du radical gaulois * brica / * briga (sommet, colline, hauteur), radical qui se retrouve dans d'autres toponymes de l'aire d'influence celtique (Bresse, la Brie, Bressanone, etc).
Les Cénomans furent combattus en -187 par les Romains mais, ce n'est qu'en -49, sous Jules César, que la ville obtint la pleine citoyenneté romaine.
Il s'ensuivit une période de paix et de prospérité économique notamment grâce à l'agriculture, au commerce, aux carrières de marbre et aux exploitations minières, qui firent de la ville un des pôles central du nord de la péninsule.

#### Un peuple, parmi les peuples gaulois, de Gaule Cisalpine
Le nom « Gaulois » (latin galli) est attesté, quant à lui, pour la première fois sous la plume de Caton l'Ancien vers -168, pour désigner les habitants qui avaient envahi la plaine du Pô, c'est-à-dire les habitants de la Gaule cisalpine. On sait principalement grâce à l'étymologie qu'il s'agissait bien de peuples nord-alpins.
La Gaule cisalpine (latin : Gallia cisalpina, Gallia transpadana, Gallia citerior, Provincia ariminum ou Gallia togata) s'étendait dans la plaine du Pô, dans le Nord de l'Italie. Elle était ainsi nommée par les Romains pour sa position en deçà des Alpes, et par opposition à la Gaule transalpine (au-delà des Alpes).
Elle comprend la région d'Émilie, la Romagne, le Frioul-Vénétie Julienne, la Ligurie, la Lombardie, le Piémont, Trentin-Haut-Adige et la Vénétie. Ses limites étaient les suivantes : à l'ouest, les Alpes ; au nord, les Alpes et les lacs situés à leur pied ; à l'est, le territoire de Trieste ; au sud, le Rubicon et l'Arno ou la Macra (territoire des Étrusques) et l'Apennin ligure.
Située en Italie, la Gaule cisalpine fut créée sous la République en -81 et était administrée par un propréteur. Elle ne faisait donc pas partie des provinces romaines impériales. La province était gouvernée depuis Mutina (d'aujourd'hui Modène). La province est annexée à l'Italie vers -42/43. La romanisation n'est effective que sous les seconds triumvirats.
Strabon, Géographie, V, 1, 9 : « Ainsi les contrées au-delà du Pô sont habitées par les Henétes et les Istriens jusqu'à Pola. Au-dessus des Hénétes. sont les Carnes, les Cénomans, les Médoaces et les Insubres. Tous furent les ennemis des Romains à l'exception des Cénomans et des Hénetes qui furent leurs alliés, même avant l'expédition d'Hannibal, quand ils firent la guerre aux Boïens et aux Insubres, et encore dans la suite. »

### Histoire contemporaine

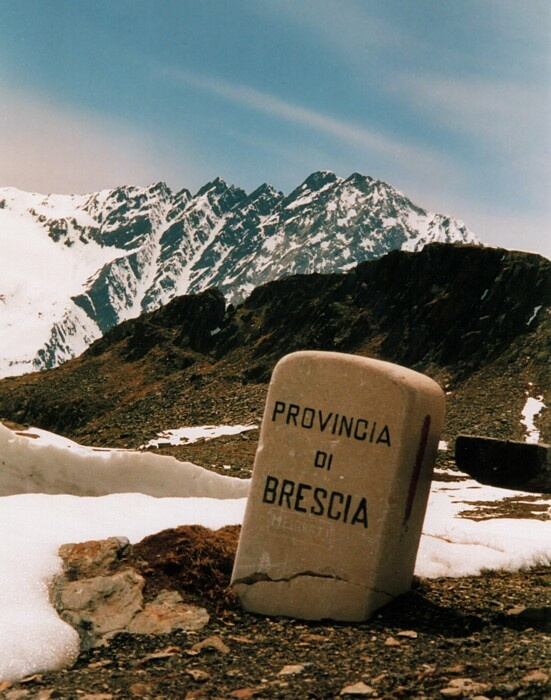
Accueil de la province sur le col de Gavia, dans le nord.

La province a été créée en 1859, lorsque le royaume de Sardaigne a appelé sa région administrative par l'arrêté royal du 23 octobre 1859, n 3702. La province a hérité des fonctions de l'autorité locale du même nom dans le royaume de Lombardie-Vénétie et pris en charge sur l'extension en cours, y compris la Valcamonica, qui comprend sull'Oglio Canneto, Ostia, Volongo et certaines municipalités de la province de Mantoue sièges sur rive droite du Mincio.
Avec le Rattazzi décret a été présentée une nouvelle organisation administrative, caractérisée par la division de la province en cinq districts, ceux-ci à leur tour divisés en petits quartiers.
En 1868, la ville d'Ostiano a été agrégée à la province de Crémone, tandis que la reprise de la province de Mantoue, le district de Castiglione delle Stiviere a été détaché et a adopté les mandats des organismes Mantoue-Castiglione-Asola et Canneto comprennent Acquanegra sur les Chiese-Asola.
En 1871, la municipalité de Volongo a également été regroupée à la province de Crémone.
En 1934, la municipalité de Turano a été détachée de la province de Trente et agrégée à la province de Brescia sous le nom de Valvestino.

### Curiosités
Clivana - Il s'agirait d'une divinité n'apparaissant que sur une unique inscription découverte à Canale en Italie du Nord, sur le territoire des Cénomans.
« Canale (CIL 05, 7593) - G(ENIO) L(VCI) N(OSTRI) IVN(ONI) CLIVANAE N(OSTRAE) IVN(ONI) ANNAEAE N(OSTRAE) VIANELLIA RESTITVTA »
Elle y est associée à Junon, et figure en compagnie d'Annea (elle aussi assimilée à Junon), et des genius locus (génies du lieu). Aucune étymologie du nom n'est proposée, mais l'origine celtique de cette déesse semble retenue par la plupart des spécialistes.
Viredia - Nom féminin de personne apparaissant sur une inscription funéraire découverte à Brescia (Italie-du-Nord), où elle est l'un des défuntes, et fille de Tertulla. Son nom est basé sur la racine celtique virido- "loyauté, courage, juste".
« Brescia (CIL 5, 4522) D(IS) MANIB(VS) ALBV[C]IA T[E]RTVL[L]A VIRIDIAE T[E]RTVL[L]AE MATRI DIGNISSIMAE »

## Culture
À Darfo Boario Terme, il est possible aussi de visiter Arkeopark, un parc thématique dans lequel est possible de découvrir les origines, les installations et les traditions des antiques Camuni.
En moyenne Valle Camonica, ils sont des présents nombreux petroglyphe de l'art rupestre du Valcamonica.

## Administration
Son chef-lieu est la ville de Brescia.
Elle est subdivisée en 206 communes. Voir : Communes de la province de Brescia.
La province est administrée par un conseil provincial (Consiglio della Provincia) et, ayant un rôle plus exécutif, une junte provinciale (Giunta della Provincia), dont le président, porte le titre de président de la province de Brescia (Presidente della Provincia di Brescia), et dont le rôle est un peu comparable à celui d'un président de conseil général en France.
Le président de la province de Brescia de 2009 à 2014 est Daniele Molgora (LN), qui a été élu avec 55,7 % des voix.
Voici ci-dessous le partage des sièges au sein du Conseil provincial de Brescia :
La province a été gouvernée par des majorités préalablement liées à la Démocratie chrétienne en coalition avec le Parti socialiste italien. De 1995 à 1999, la province était gouvernée par Andrea Lepidi (PPI) à partir de 1999 en 2009 par Alberto Cavalli (PdL).